# Pulitzer-Preis 1936
Der Pulitzer-Preis 1936 war die 20. Verleihung des renommierten US-amerikanischen Literaturpreises. Es wurden Preise in neun Kategorien im Bereich Journalismus und dem Bereich Literatur, Theater und Musik vergeben.
Die Jury bestand aus 14 Personen, unter anderem dem Präsidenten der Columbia-Universität Nicholas Murray Butler und Ralph Pulitzer, Sohn des Pulitzer-Preis-Stifters und Herausgeber der New York World.

## Preisträger
| Kategorie                                     | Preisträger                                 | Begründung                                                                                              |
| --------------------------------------------- | ------------------------------------------- | --- |
| Dienst an der Öffentlichkeit (Public Service) | Cedar Rapids Gazette                        | Preis verliehen die Kampagne gegen Korruption in Iowa.                                                  |
| Berichterstattung (Reporting)                 | Lauren D. Lyman, The New York Times         | Preis verliehen für die Exklusivberichterstattung über den Umzug von Charles A. Lindbergh nach England. |
| Korrespondenz (Correspondence)                | Wilfred C. Barber, Chicago Tribune          | Preis verliehen für seine Berichte über die Krieg in Äthiopien.                                         |
| Leitartikel (Editorial Writing)               | Felix Morley, Washington Post               | Preis verliehen für die Leitartikel im Laufe des Jahres.                                                |
| Leitartikel (Editorial Writing)               | George B. Parker, Scripps-Howard Newspapers | Preis verliehen für die Leitartikel im Laufe des Jahres.                                                |

1. ↑  postum verliehen

| Kategorie                                                   | Preisträger |
| ----------------------------------------------------------- | --- |
| Roman (Novel)                                               | Honey in the Horn von Harold L. Davis |
| Theater (Drama)                                             | Idiots Delight von Robert E. Sherwood |
| Geschichte (History)                                        | A Constitutional History of the United States von Andrew C. McLaughlin                                                                                       |
| Biographie oder Autobiographie (Biography or Autobiography) | The Thought and Character of William James: As Revealed in Unpublished Correspondence and Notes, Together with His Published Writings von Ralph Barton Perry |
| Dichtung (Poetry)                                           | Strange Holiness von Robert P. Tristram Coffin |